# Réserve écologique Tapani
La Réserve écologique Tapani protège l’Île Tapani ou l’Île du Héron Bleu, située au centre du lac Tapani, à Sainte-Anne-du-Lac, une municipalité qui fait partie de la municipalité régionale de comté d'Antoine-Labelle au Québec, située dans la région administrative des Laurentides, sous-région des Hautes-Laurentides. Accès par la route 309.
Cette réserve protège une frênaie noire dont l'âge est 180 et 200 ans.  Le nom de Tapani, commun dans la région, proviendrait du nom algonquin du cresson de fontaine.